# Baliophyllum maculipenne
Baliophyllum maculipenne är en insektsart som beskrevs av Max Beier 1962. Baliophyllum maculipenne ingår i släktet Baliophyllum och familjen vårtbitare. Inga underarter finns listade i Catalogue of Life.